# César Farías
César Alejandro Farías Acosta (ur. 7 marca 1973 w Güirii) – wenezuelski trener piłkarski.

## Kariera trenerska
César Farías trenerską karierę rozpoczął w 1997 w drugoligowym klubie Nueva Cádiz FC. W 1998 wygrał z nim rozgrywki II ligi wenezuelskiej i awansował do I ligi wenezuelskiej. W latach 1999–2002 prowadził pierwszoligowy klub Zulianos FC. Kolejnym klubem który prowadził było Trujillanos Valera, który trenował w latach 2002-2003. W latach 2003–2005 był trenerem Deportivo Táchira.
Z Deportivo Táchira zdobył wicemistrzostwo Wenezueli w 2004. W latach 2005–2007 trenował Mineros Guayana a w 2007 Deportivo Anzoátegui Puerto La Cruz.
25 listopada 2007 Farías zastąpił Richarda Páeza na stanowisku selekcjonera reprezentacji Wenezueli. Wenezuelską kadrę doprowadził do największego sukcesu w jej historii; prowadzona przez niego drużyna zajęła 4. miejsce w Copa América 2011.
W grudniu 2013 zrezygnował z prowadzenia reprezentacji, kilka dni później zostając szkoleniowcem meksykańskiego Club Tijuana. Został zwolniony dziewięć miesięcy później wskutek słabych wyników (tylko dwa zwycięstwa w piętnastu ostatnich spotkaniach).
W grudniu 2014 został większościowym właścicielem i prezesem wenezuelskiego klubu Zulia FC.